# おしえて!家電の神様
おしえて!家電の神様（おしえて!かでんのかみさま）は、BS11で2015年10月8日から2016年3月31日まで毎週木曜日 22:00 - 22:54（JST）に放送されていた家電を題材とした情報バラエティ番組。ビックカメラの一社提供。

## 概要
『家電's Walker』の後継番組。家電に詳しくない一般消費者に新商品を紹介したり、便利な利用法をドラマ形式とバラエティコーナーで伝える。

2016年3月31日に終了、後番組に『関根勤 KADENの深い夜』が毎週木曜23時枠（2017年4月5日からは水曜22時枠）で放送。

## 出演者
- 関根勤（家電の神様） - 近藤の元に現れ、家電の魅力を教える「家電神」。近藤の手助けをすると「ポイント」がたまるという。
- 近藤芳正（近藤） - 近藤家の主人で、一介のサラリーマン。出張族。家電には詳しくない。家電の使い方に困り、家電神を呼び出す。
- 高谷智子（節子、近藤の妻） - 料理上手なしっかり者の専業主婦。
- 道仙拓真（たかし、長男） - 家電好きの今時の大学生だが、知識が浅い面もある。
- 空閑琴美（みかほ、長女） - 利発な高校生で、受験を控えている。
- 坂本雅子（幸子、近藤の母） - 家電神が亡き夫そっくりなので、その名の「勤さん」と呼んで慕っている。
- ハービー・山口 - 「お散歩撮影」コーナー担当。
- アマンダ (タレント) -家電神の弟子で、最新家電を家電神と共に勉強する。

## 主なコーナー
- 近藤家・家庭の事情 - 家電の使い方に困った近藤が、「家電の神様」に助けを乞うミニドラマ
- 明日作りたくなる、お母さんのお料理 - 近藤の妻・節子が家電製品を活用して一品を作る
- 全国のビックカメラに出張 - 近藤が全国のビックカメラを訪れ[1]、販売されている製品の使い方を教えてもらう
- ハービー・山口とお散歩撮影 - 山口が街に繰り出し、一般人を相手に撮影を行いながらカメラテクニックを伝授する
- おばあちゃんの家電史 - 幸子が家電の使い方を教わり、最後に一句ひねり出す

## スタッフ
- 構成：タムケン
- 脚本：桂いちほ
- ナレーション：長良真里
- 撮影：中嶋健、斉藤和彦、中村唯呂
- 照明：近守里夫
- 録音：三澤武徳
- VE：常川裕二
- 技術協力：映広、だだだ、studio mon 自由が丘
- フードコーディネイト：赤堀料理学園
- ヘアメイク：上野由可里
- メイク・ヘアメイク：金田仁美
- スタイリスト：竹内美里
- EED・MA：DTJ
- 音効：吉田紗和子
- AD：羽石ひとみ、宇都翔平
- ディレクター：瀬木直貴、小松正和、上田知洋、新村悠、岡本英司、眞野雄貴
- 企画・演出：山本大輔
- プロデューサー：太田雅士（BS11）、落合美雄（AX-ON）
- ゼネラルプロデューサー：磯ヶ谷好章（BS11）
- 制作協力：AX-ON
- 制作著作：BS11